# Seznam letalonosilk Vojne mornarice ZDA
Seznam letalonosilk vojne mornarice ZDA.
| Po številki trupa - (CV-1) Langley - (CV-2) Lexington - (CV-3) Saratoga - (CV-4) Ranger - (CV-5) Yorktown - (CV-6) Enterprise - (CV-7) Wasp - (CV-8) Hornet - (CV-9) Essex - (CV-10) Yorktown - (CV-11) Intrepid - (CV-12) Hornet - (CV-13) Franklin - (CV-14) Ticonderoga - (CV-15) Randolph - (CV-16) Lexington - (CV-17) Bunker Hill - (CV-18) Wasp - (CV-19) Hancock - (CV-20) Bennington - (CV-21) Boxer - (CVL-22) Independence - (CVL-23) Princeton - (CVL-24) Belleau Wood - (CVL-25) Cowpens - (CVL-26) Monterey - (CVL-27) Langley - (CVL-28) Cabot - (CVL-29) Bataan - (CVL-30) San Jacinto - (CV-31) Bonhomme Richard - (CV-32) Leyte - (CV-33) Kearsarge - (CV-34) Oriskany - (CV-35) Reprisal - (CV-36) Antietam - (CV-37) Princeton - (CV-38) Shangri-la - (CV-39) Lake Champlain - (CV-40) Tarawa - (CVB-41) Midway - (CVB-42) Franklin D. Roosevelt - (CVB-43) Coral Sea - CVB-44 naročilo preklicano - (CV-45) Valley Forge - (CV-46) Iwo Jima - (CV-47) Philippine Sea - (CVL-48) Saipan - (CVL-49) Wright - CV-50 to CV-57 naročila preklicana - (CVA-58) United States - (CVA-59) Forrestal - (CVA-60) Saratoga - (CVA-61) Ranger - (CV-62) Independence - (CV-63) Kitty Hawk - (CV-64) Constellation - (CVN-65) Enterprise - (CVA-66) America - (CV-67) John F. Kennedy - (CVN-68) Nimitz - (CVN-69) Dwight D. Eisenhower - (CVN-70) Carl Vinson - (CVN-71) Theodore Roosevelt - (CVN-72) Abraham Lincoln - (CVN-73) George Washington - (CVN-74) John C. Stennis - (CVN-75) Harry S. Truman - (CVN-76) Ronald Reagan - (CVN-77) George H. W. Bush - CVN-21 (neimenovana) | Po imenu - Abraham Lincoln (CVN-72) - America (CVA-66) - Antietam (CV-36) - Bataan (CVL-29) - Belleau Wood (CVL-24) - Bennington (CV-20) - Bonhomme Richard (CV-31) - Boxer (CV-21) - Bunker Hill (CV-17) - Cabot (CVL-28) - Carl Vinson (CVN-70) - Constellation (CV-64) - Coral Sea (CVB-43) - Cowpens (CVL-25) - Dwight D. Eisenhower (CVN-69) - Enterprise (CV-6) - Enterprise (CVN-65) - Essex (CV-9) - Forrestal (CVA-59) - Franklin (CV-13) - Franklin D. Roosevelt (CVB-42) - George H. W. Bush (CVN-77) - George Washington (CVN-73) - Hancock (CV-19) - Harry S. Truman (CVN-75) - Hornet (CV-8) - Hornet (CV-12) - Independence (CVL-22) - Independence (CV-62) - Intrepid (CV-11) - Iwo Jima (CV-46) - John C. Stennis (CVN-74) - John F. Kennedy (CV-67) - Kearsarge (CV-33) - Kitty Hawk (CV-63) - Lake Champlain (CV-39) - Langley (CV-1) - Langley (CVL-27) - Lexington (CV-2) - Lexington (CV-16) - Leyte (CV-32) - Midway (CVB-41) - Monterey (CVL-26) - Nimitz (CVN-68) - Oriskany (CV-34) - Philippine Sea (CV-47) - Princeton (CVL-23) - Princeton (CV-37) - Randolph (CV-15) - Ranger (CV-4) - Ranger (CVA-61) - Reprisal (CV-35) - Ronald Reagan (CVN-76) - Saipan (CVL-48) - San Jacinto (CVL-30) - Saratoga (CV-3) - Saratoga (CVA-60) - Shangri-la (CV-38) - Tarawa (CV-40) - Theodore Roosevelt (CVN-71) - Ticonderoga (CV-14) - United States (CVA-58) - Valley Forge (CV-45) - Wasp (CV-7) - Wasp (CV-18) - Wright (CVL-49) - Yorktown (CV-5) - Yorktown (CV-10) - CVB-44 preklicano naročilo - CV-50 do CV-57 preklicano naročilo |

Na dan 1. junija 2004 aktivne letalonosilke so bile:
- razred Kitty Hawk:
Kitty Hawk
Enterprise
John F. Kennedy
- razred Nimitz:
Nimitz
Eisenhower
Carl Vinson
Theodore Roosevelt
Abraham Lincoln
George Washington
John C. Stennis
Harry S. Truman
Ronald Reagan.